# Département de la Floride du centre et de l'est
Le département de la Floride du centre et de l'est est un commandement de l'armée confédérée dont l'existence ne dure que quelques mois (du 26 août au 5 novembre) au début de la guerre de Sécession. Cependant, l'appellation du département a encore cours au début de l'année 1862.

## Historique
Lors de la création du département le 21 août 1861, il comprend toute la Floride à l'exception de la région du Panhandle.  John B. Grayson est nommé au commandement du département,(p1). L'objectif principal de Grayson est de consolider les défenses côtières de la Floride pour contrer une attaque des forces de l'Union. Le gouverneur de Floride, Madison Perry, avec plusieurs colonels dont W. S. Dilworth, D. P. Holland, Edward Hopkins, met l'accent sur la défense de Fernandina au détriment du centre de la Floride et d'Apalachicola qui est néanmoins un port important pour le coton. Grayson est favorable à cette stratégie ainsi que Robert E. Lee. L'état de santé de Grayson se dégradant, le gouverneur Milton demande au président Davis que son successeur soit plus actif. 
Le 13 septembre 1861, Grayson envoie un rapport au secrétaire à la guerre, L. P. Walker, sur la situation où il se plaint du manque de poudre et que l'ennemi peut débarquer où il le souhaite sans que les confédérés ne puissent s'y opposer. Il se plaint aussi du manque d'officiers(p276).
Grayson décède peu de temps après, le 21 octobre 1861 de maladie à Tallahassee. Le gouverneur Milton profite de la vacance de poste pour relever le colonel Hopskins de son commandement d'Apalachicola et de le remplacer par le colonel Richard F. Floyd. Informé de la nomination d'Edmund K. Smith, il suggère au président Jefferson Davis d'étendre son commandement pour englober Apalachicola et la baie de Saint Adrew dans un courrier du 18 octobre 1861. C'est aussi dans ce courrier que Milton suggère d'envoyer le colonel Hopskins à Saint Marks pour défendre la côte entre les fleuves Ocella et Crooked qui se trouve dans la Panhandle de Floride(p290-291).
Spencer C. Tucker et John C. Fredriksen précisent qu'il est remplacé par James H. Trapier alors que les frères Eicher citent la nomination temporaire d'Edmund K. Smith. Le 22 octobre 1861, l'affectation d'Edmund K Smith est révoquée,(p1) et à la même date le brigadier général James H. Trapier est nommé au commandement du département.
Le général Trapier soutient le gouverneur et installe ses quartiers-généraux à Tallahasse au lieu de Fernandina selon les instructions de J. P. Benjamin(p292-293). Néanmoins, le gouverneur Milton regrette que le département militaire se contienne pas toute la Floride, faisant remarquer qu'Apalachicola et Saint Andrews sont deux points importants hors du département:page 295.

### Commandants

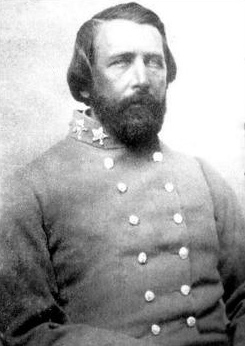
John B. Grayson
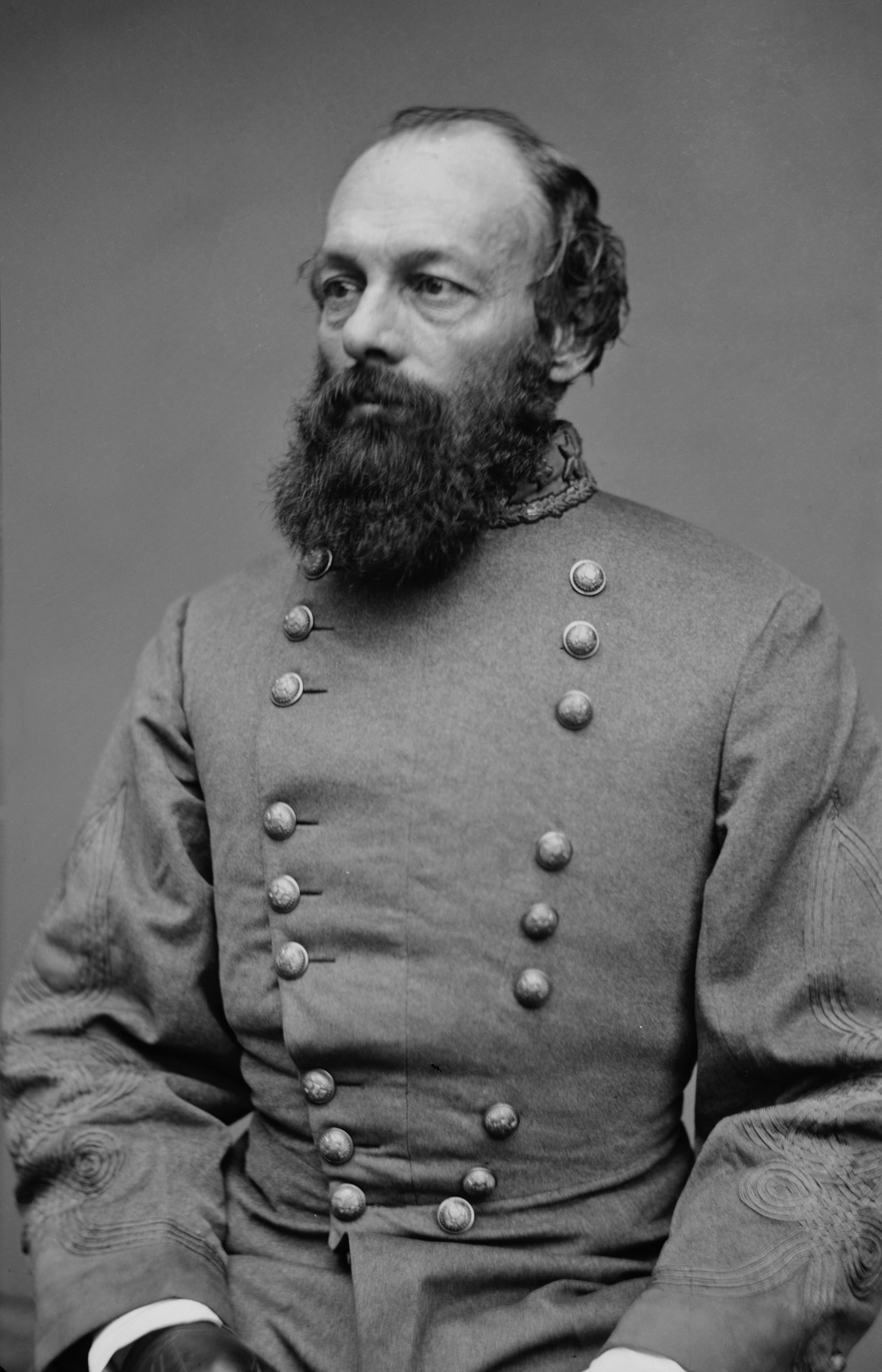
Edmund Kirby Smith